# Ім'яслав'я
Ім'яслав'я (ім'ябожництво, у синодальних документах — ім'ябожжя, також зване ономатодоксія) — релігійне догматичний і містичний рух, що одержав поширення на початку XX століття серед православних руських ченців на святій горі Афон. Головним богословським положенням прихильників ім'яслав'я було вчення «про невидиму присутність Бога в Божественних іменах». У цьому сенсі прихильники ім'яслав'я вживали фразу: «Ім'я боже є Сам Бог» («але Бог не є ім'я»), яка і стала найбільш відомим коротким виразом ім'яслав'я. Визнаним лідером руху був ієросхимонах Антоній (Булатович). У 1913 році вчення ім'яслав'я було засуджено як єретичне Святішим урядовим синодом, а смута, яка виникла в російських монастирях на Афоні через суперечки навколо цього вчення, була пригнічена з використанням російської збройної сили. Богословська полеміка, яка виникла у зв'язку з вченням ім'яславців, оживила в Росії інтерес до спадщини Григорія Палами й ісихастів і справила помітний вплив на розвиток російської релігійно-філософської думки.

## Виникнення

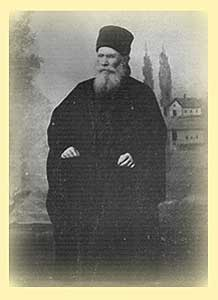
Отець Іларіон — автор книги «На горах Кавказу», що дала початок ім'яслав'ю

Початок руху зв'язується з полемікою, яка виникла близько 1909 року серед ченців на Афоні з приводу книги схимонаха Іларіона (Домрачева) «На горах Кавказу». Автор книги сам близько 20 років провів на Афоні, а потім в 80-х роках XIX століття пішов на Кавказ, де вів життя ченця-відлюдника. Присвячена традиційній для православ'я аскетичній практиці «розумного діяння» й Ісусової молитви книга «На горах Кавказу» була видана в 1907 році з благословення ігумена Варсонофія Оптинського, потім у 1910 році була перевидана на кошти Великої Княгині Єлизавети Федорівни, і нарешті, в 1912 році вийшла в третій раз в Києво-Печерській Лаврі величезним для того часу десятитисячним тиражем. Всі три видання були схвалені духовною цензурою і викликали численні позитивні і навіть захоплені відгуки з боку ченців і віруючої інтелігенції.
Одне з центральних місць у книзі займала думка про присутність в імені Ісуса Христа, яке призивають подвижники, самого Христа і божественності його імені:
|  | Прежде всего нужно утвердить в себе ту непреложную истину, согласную как с Божественным откровением, так и с здравыми понятиями разума, что в имени Божием присутствует Сам Бог — всем Своим Существом и (всеми) Своими безконечными свойствами. |

|  | Для всякого верного работника Христова, любящего своего Владыку и Господа, усердно Ему молящегося и святое имя Его благоговейно и любезно в сердце, своем носящего, — имя Его всезиждительное, достопоклоняемое и всемогущее есть как бы Сам Он — Вседержавный Господь Бог и дражайший Искупитель наш Иисус Христос, прежде всех век от Отца рожденный, Ему единосущный и равный Ему по всему. |

|  | В вечности на небесах Единый Бог: Бог Отец, Бог Сын, Бог Дух Святый; и если там пребывало имя Иисус, то стало быть оно и есть Бог, потому что там ничто тварное быть не может. |

Саме ці погляди о. Іларіона і стали предметом богословської полеміки, яка розгорілася незабаром після видання книги. Початок цій полеміці поклав афонський чернець Хрисанф, яким у 1909 році була написана вкрай негативна рецензія на книгу отця Іларіона. З схвалення монастирського начальства рецензія в рукописному вигляді стала поширюватися серед ченців російських обителів на Афоні. Хрисанф звинувачував автора книги в єресі, пантеїзмі та двобожжі. Щодо імені «Ісус» інок Хрисанф стверджував, що це просте людське ім'я, отримане Христом як людиною, і тому не слід приписувати цього імені при здійсненні молитви божественне значення, зливати оне з Божеством і давати йому значення рівносильне Самому Богу". Рецензія ченця Хрисанфа викликала палкі суперечки серед російських афонських ченців. Після її появи російське чернецтво на Афоні фактично поділяється на дві партії — супротивників і прихильників особливого шанування імені Божого: перші отримали від других кличку «Ім'ясборців», другі називалися першими «Ім'ябожниками». Самі шанувальники імені Божого називали себе «Ім'яславцями». Спори поступово стали набувати все більш запеклий характер, залучати нових учасників і виходити за межі Афону. Свою рецензію Хрисанф направив як до самого отця Іларіона (Домрачева), так і до впливового члена Урядового Синоду архієпископа Волинського Антонія (Храповицького). Отець Іларіон написав на рецензію відповідь, який в якості додатка був включений у друге видання його книги. А в архієпископа Антонія противники ім'яслав'я знайшли для себе сильного союзника. З його подачі в лютому 1912 року рецензія Хрисанфа була опублікована в журналі «Російський інок», який видавала Почаївська Лавра, а в газеті «Дзвін» була вміщена кореспонденція з Афону, що описує хід полеміки в негативному плані для ім'яславців. З цього моменту полеміка значною мірою переноситься в Росію на сторінки як світських, так і церковних періодичних видань. І приблизно з цього ж моменту у захист ім'яслав'я починає виступати ієромонах Антоній (Булатович), який став одним з найбільш відомих лідерів руху.

Ще в 1908 році духівник російського Пантелеймонова монастиря на Афоні о. Агафодор відправив книгу «На горах Кавказу» ігумена руського Афонського Андріївського скиту о. Ієроніму зі словами: «Дуже шкідлива книга, написана в дусі Фаррара», з проханням знайти «освіченого ченця» з метою «розкритикувати» книгу. Ієронім, у свою чергу, наказав ієромонаха Антонія дати критичний відгук про книгу. Булатович спочатку критично поставився до имяславию. Але потім,
дійшовши до затвердження о. Іларіона, що сутність і дієвість молитви Ісусової ґрунтується на силі Божественного Імені Господа Ісуса Христа, яке призивають, до якого той що молиться повинен ставитися як до Самого Господа Ісуса і яке є Сам Господь Ісус Христос, мені вони [слова] здалися неправильними. Але, читаючи далі, я побачив …чудово викладене святоотцівське вчення про молитву Ісусову. Так як ігумен наказав мені письмово викласти моє судження про цю книгу, то я зважився, по-перше, написати лист о. Іларіону, в якому протестував проти цього виразу: «Ім'я Господа Ісуса Христа є Сам Господь Ісус Христос». Але коли я написав цей лист, то на мене навалилася якась особлива сердечна тяжкість, і якась нескінченна порожнеча, холоднеча і темрява опанували серцем. Відчувалося залишення благодаттю Божою; молитва стала бездієвою…
, після чого Антоній відкрив том «Моє життя у Христі» свого духовного батька Іоанна Кронштадтського, виданий у 1905 році, і знайшов у ньому наступні підтвердження своїм сумнівам:

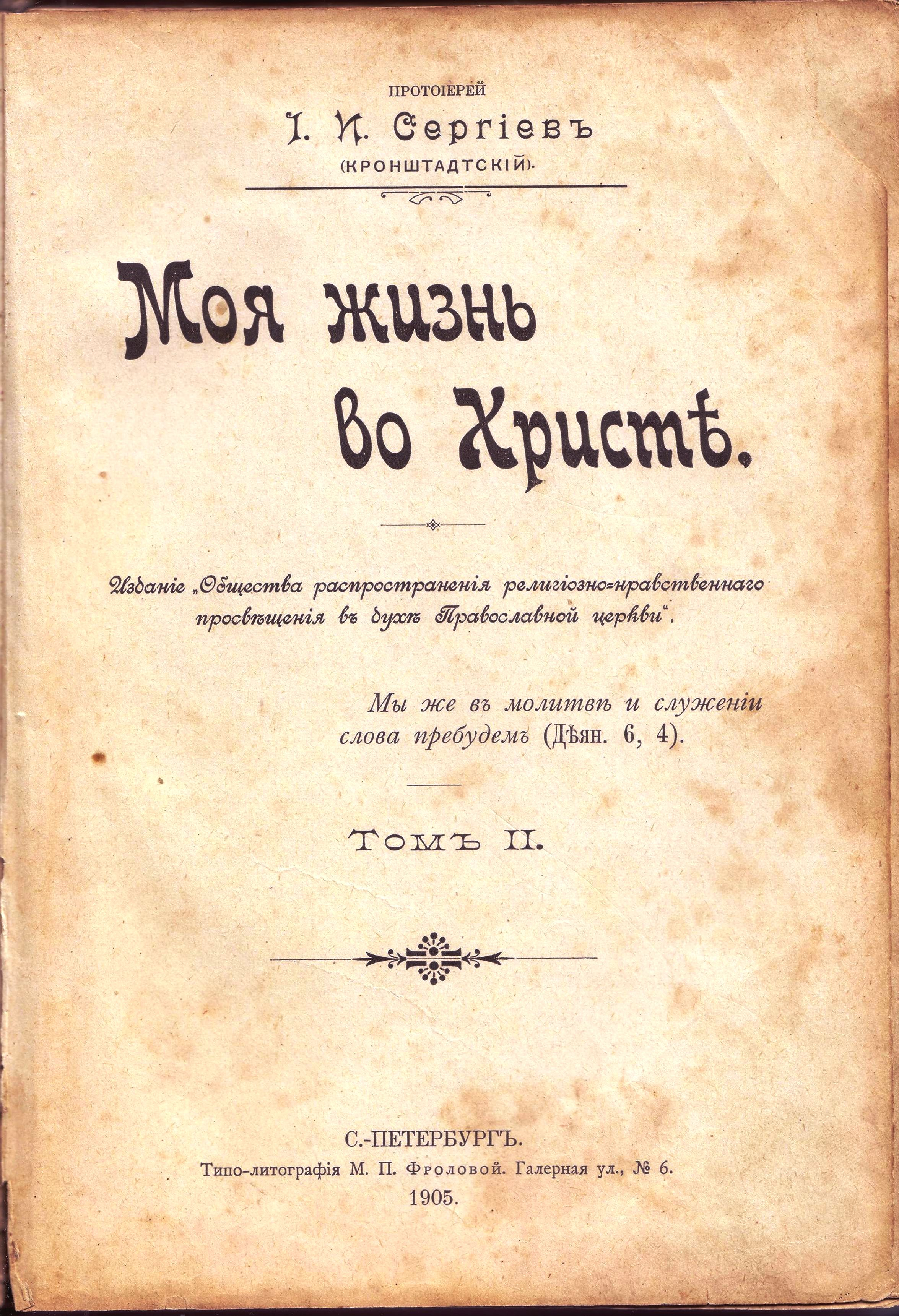
Те, який відкрив ієром. Антоній: «Моє життя у Христі». СПб

«В цьому імені [Пресвятої Трійці, або Господа Саваота, або Господа Ісуса Христа] ти маєш всю істоту Господа: в ньому Його доброта нескінченна, мудрість безмежна, світло неприступне, всемогутність, незмінюваність…», «Ім'я Господа, або Богоматері, або Ангела та святого, нехай буде тобі замість Самого Господа, Матері, Ангела святого; близькість слова до твого серця хай буде запорукою і показанням близькості до твого серця Самого Господа, Пречистої Діви, Ангела чи святого. Ім'я Господа є Сам Господь — Дух що всюди є і все наповняє; ім'я Богоматері є Сама Богоматір…».
В результаті ієромонах Антоній повністю змінив свою думку й став основним прихильником вчення про Ім'яслав'я, потім видавши кілька книг з цієї проблеми.
Вчення було також підтримано впливовим при Дворі «старцем» Григорієм Распутіним, також у нього була схожість з вченням о. Іоанна Кронштадтського.

## Сутність ім'яслав'я
Центральне положення вчення ім'яславців полягає в тому, що Боже ім'я нерозривно пов'язане з самим Богом.

## Початкова реакція церковної влади
Найбільш авторитетним противником нового вчення в Росії став архієпископ Волинський Антоній (Храповицький), який розглядав ім'яслав'я як єресь і різновид хлистовщини. У 1912 році рішенням Святійшого Синоду книга «На горах Кавказу» була заборонена в Росії; при цьому доповідь архієп. Антонія в Синоді була «неприпустимою, неможливою, сварливою». Книга ж ходила в самвидаві, але не перевидавалася до 1998 року.

## Придушення «бунту»

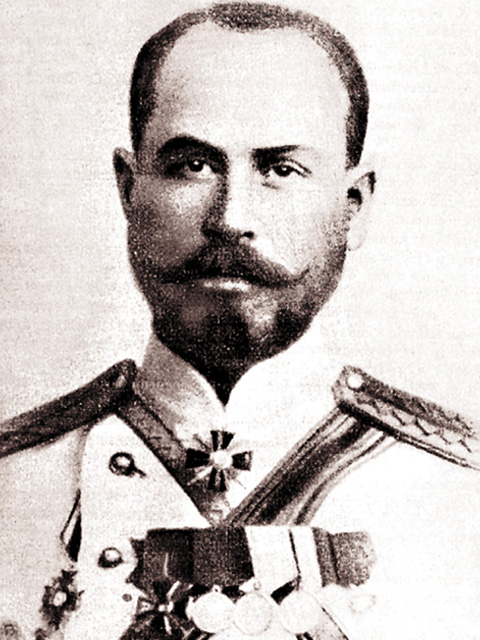
Олександр Булатович, ставши ієросхимонахом, очолював ім'яслав'я на Афоні

У відповідності з розпорядженням Святішого синоду, 4 червня (в ряді джерел — 5 червня) 1913 року російська канонерський човен «Донець» доставив архієпископа Вологодського Никона і професора Троїцького на гору Афон з метою «упокорення чернечого бунту» (11 червня до них на допомогу підійшов пароплав «Цар» з п'ятьма офіцерами та 118 солдатами). Перепис, проведений архієпископом, показав, що серед 1700 російських ченців 661 записали себе противниками ім'яслав'я, 517 — ім'яславцями, 360 ухилилися від перепису, а решта записалися нейтральними. Протягом червня архієпископ Никон вів переговори з ім'яславцями і намагався змусити їх змінити свої переконання добровільно, але зазнав невдачі.
3 липня 1913 року прибув пароплав «Херсон», спрямований з метою видворення монахів з Афону. Російський консул у Константинополя Шебунін наказав солдатам 6-ї роти 50-го Білостоцького полку взяти нападом повстанців, але без кровопролиття. Ченці чинили активний опір, деяких з них поливали водою з двох пожежних шлангів (згідно з деякими ім'яславськими  джерелами, були поранені і навіть убиті); після взяття Пантелеймонового монастиря ченці з Андріївського скиту здалися добровільно.

## Офіційна оцінка за видворення з Афону
У лютому 1914 року деякі ім'яславці були прихильно прийняті Імператором Всеросійським Миколою II і Імператрицею Олександрою Федорівною. Добрий прийом був сприйнятий ними як знак мінливої долі.
В одній з неканонічних православних юрисдикцій Російська православна автономна церква (РПАЦ) ряд кліриків і мирян (ігумен Григорій (Лур'є), ігумен Феофан (Арескин) та інші) піддалися звинуваченням у пропаганді ім'яслав'я і в результаті вийшли з підпорядкування Синоду РПАЦ.
В даний час ім'яслав'я дотримується ряд старостильних і т. зв. істинно-православних деномінацій: Архієрейська нарада РПАЦ (Григорія (Лур'є)), Російська православна церква (Дамаскіна (Балабанова)), Істинно-Православна церква (Рафаїла (Мотовілова)), Свята православна церква Північної Америки (HOCNA, «Бостонський Синод»), Церква Істинно Православних Християн Греції та Закордоном (калінікіти, «Ламійский Синод»), Українська Автономна Істинно-Православна Церква.

## Святі прихильники і противники имяславия
До лику православних святих Російською Православною Церквою і РПЦЗ зараховані як прихильники, так і противники ім'яслав'я.
Як прихильники, так і противники ім'яслав'я стверджували і стверджують наявність у нього стародавніх витоків (прихильники пов'язують його з Отцями Церкви і ісихазмом, в той час як противники пов'язують його з давніми єресіархами).
У числі тих, хто співчував ім'яслав'ю, не розділяючи його положення, називають святителя митрополита Московського Макарія (Невського), священномученика (канонізований РПЦЗ) єпископа Волоколамського Феодора Поздієвського, страстотерпців (РПЦЗ — мучеників) імператора Всеросійського Миколи Другого і імператрицю Олександру Федорівну, мученицю велику княгиню Єлизавету Федорівну, новомученика Михайла Новосьолова, преподобного Варсонофія Оптинського, преподобного Кукшу Одеського, праведного Іоанна Кронштадтського.
Святі — противники имяславия: священномученик митрополит Київський Володимир (Богоявленський), священномученик єпископ Іларіон (Троїцький), святитель Патріарх Московський і Всієї Русі Тихон (Бєллавін), святитель Серафим (Соболєв).
Також багато хто інші як захисники, так противники ім'яслав'я після Жовтневої революції закінчили своє життя мученицьки — як неканонізоровані о. Павло (Флоренський), о. Данило (Сисоєв) ; багато зараховані до Собору всіх святих, в землі Російській просіявших або конкретно — до Собору святих новомучеників і сповідників Російських.